# Luigi Boccherini
Ridolfo Luigi Boccherini (Luca, Toscana, 19 de febrero de 1743-Madrid, 28 de mayo de 1805) fue un compositor y violonchelista italiano afincado desde los veinticinco años en España, donde desarrolló la mayor parte de su carrera como compositor. Estéticamente se enmarca en el estilo galante y el clasicismo.

## Biografía

### Inicios
Nació el 19 de febrero de 1743 en Lucca, Toscana, en el seno de una familia de artistas, donde pudo desarrollar su vocación. Su padre fue contrabajista y chelista y su hermana bailarina de ballet. Su hermano Giovanni Gastone inicialmente participaba en el cuerpo de baile, pero más tarde se dedicó a la poesía y la escritura, llegando a escribir libretos para Antonio Salieri y Joseph Haydn. 
Boccherini se interesó por el violonchelo desde temprana edad. Su padre le dio las primeras clases. Posteriormente, Boccherini adquirió un nivel magistral en su instrumento bajo la tutela de Domenico Francesco Vannuci, chelista, maestro de armonía y contrapunto, así como compositor de música sacra.  Progresó tanto que en las fiestas de Lucca de 1756 consta su participación como violonchelista, contando con tan solo catorce años de edad. También quedó su nombre registrado como músico de capilla, tocando violonchelo y contrabajo, en los anuarios de Lucca que datan del 22 de abril de 1755.

### Viajes
Su padre, impresionado por las aptitudes de Luigi, le envía a Roma a estudiar con Giovanni Battista Costanzi, un compositor célebre en esa época, autor de óperas y música sacra. Ahí se familiarizó con la obra de Giovanni Pierluigi da Palestrina y de Gregorio Allegri, cuyo famoso Miserere impresionó al joven músico. En 1757, después de terminar sus estudios en la Basílica de San Pedro en Roma, acompañó a su padre, que había logrado obtener plaza para ambos en la corte imperial austriaca en Viena e incluso para sus hermanas Maria Ester, Anna Matilda y su hermano Giovanni Gastone en el ballet. En 1758, en el primer viaje a Viena de los tres que haría durante su vida, tocó como solista en el teatro de la corte junto con su padre, en el contexto de la Musikalische Fasten-Accademien.
Boccherini regresó a Lucca alrededor de 1760 con la ilusión de obtener fama en su ciudad natal. Durante esta estancia en Lucca compuso varios oratorios, así como las seis sinfonías o cuartetos op. 2 y 3, seis duetos y sus seis tríos op.1, que fueron publicados por La Chevadière en París en 1761, donde contaba con el puesto de director de música de capilla.
En Lucca, el patrón de Boccherini fue Giacomo Puccini (1712-81), director de la capilla del Estado, organista de la catedral y en la Accademico Filarmonico en Bolonia. Documentos muestran que Boccherini apareció en repetidas ocasiones como solista en los festivales de Santa Croce y en conciertos de la iglesia hasta 1764. En este entonces contaba con el puesto de violonchelista de la capilla del Estado desde el 27 de abril de 1764. Sin embargo, apenas dos años después de la muerte de su padre, Boccherini abandonó el puesto y se marchó de Lucca.
En 1765 Boccherini se establece en Milán e inicia una gira de conciertos con un cuarteto de cuerdas (que para este tiempo representa una novedad) creado en 1764 con los violinistas Pietro Nardini y Filippo Manfredi, pupilo de Tartini, y el viola Giuseppe Cambini. Su repertorio está formado por obras de Haydn, del propio Boccherini y otros compositores contemporáneos. Entre 1764 y 1768 compone dos oratorios: Giuseppe riconosciuto y Gioas, re di Giudea. Ante la aceptación que estaba teniendo su formación de cámara, decide emprender un viaje que debía llevarle por los principales centros culturales de Europa, entre finales de 1762 y principios de 1763. Ambos se embarcan en un tour de conciertos, donde visitaron Turín, algunas ciudades de Lombardía, Piemonte y el sur de Francia. Se sabe también que visitó algunas ciudades de Italia, como es el caso de Módena el 7 de enero de 1763, así como Pavía y Cremona en julio de 1765, donde conoció a Giovanni Battista Sammartini.
En 1767 se instala en París, con su segundo violín Filippo Manfredi, donde publica algunos cuartetos op. 1 y tríos op. 2. La música de Boccherini ya era conocida a su llegada gracias a que sus obras habían sido publicadas años antes, como los tríos de Lucca, publicados por La Chevardèrie, y algunos cuartetos publicados por Venier. Fue bien recibido por el público durante su estancia. El Mercure de France escribió acerca del único concierto que fue documentado de este periodo: el concierto espiritual del 20 de marzo de 1768.
Conoce a Madame Brillon de Jouay, a quien le dedica sus seis sonatas para violín y piano op.5, publicadas por Venier en febrero de 1769. Algunas de sus obras compuestas durante su estancia en París fueron: Quartetos op. 2, dedicados a Venier; seis sonatas para violín y piano op. 5, que dedica a Madame Brillon de Jouay y fueron publicadas por Venier en febrero de 1769. Varios oratorios, seis sinfonías y cuartetos y seis duetos.
Boccherini decide irse a España de manera un tanto precipitada, quizá por haberse enamorado de la cantante Clementina Pelliccia (con la que terminaría casándose), que actuaba como soprano en la compañía de ópera del boloñés Luigi Marescalchi. Boccherini se enroló también en ella, uniéndose al viaje que dicha compañía tenía programado hacia España, a inicios de la primavera de 1768. En el marco de los programas establecidos por Marescalchi, participó en las actuaciones de la Compañía ante la Corte y en otras ciudades, como Valencia. Nada hay que pueda sustentar la tantas veces reiterada justificación para este cambio de planes basada en unas supuestas y nunca materializadas cartas de recomendación del embajador español en París. Fue el amor y no la conveniencia lo que empujó a Boccherini a emprender viaje hacia el sur. 

La versión tradicional de su traslado a España supone que hubo un contacto con el embajador de España en París, Joaquín Anastasio Pignatelli, y este convenció a Boccherini y a Manfredi para que se trasladaran a Madrid bajo la protección del infante Luis Antonio de Borbón y Farnesio, hermano pequeño del rey Carlos III. Lo cierto es que Manfredi permaneció un tiempo en París y Boccherini tardó en ser nombrado músico del Infante, mientras que sus primeras actividades en España estuvieron ligadas a la compañía de ópera de Marescalchi y a otros músicos.

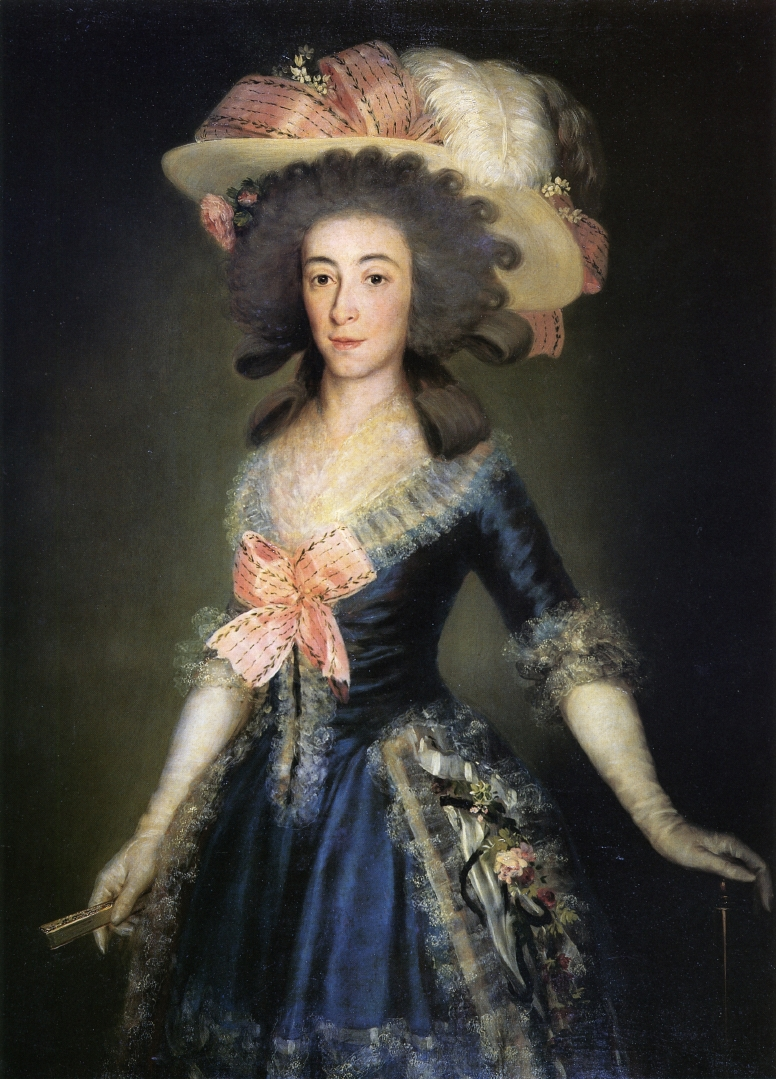
La duquesa de Osuna y condesa de Benavente, María Josefa Pimentel, fue una de las mecenas de Boccherini.

### Establecimiento en España
Durante sus primeros años de estancia en España, ejerció como instrumentista en la Compañía de teatros de los Reales sitios (1768-1769).
En 1770, Boccherini es nombrado violoncelista y compositor de la capilla real del infante Luis Antonio. Con este nombramiento comienza la etapa de mayor creación musical del artista. Hacia 1770 empezó a componer música de cámara, cuartetos y quintetos para cuerda, obras con las que ha sido ampliamente relacionado. Todas sus obras compuestas desde su llegada a Madrid (incluidos sus seis cuartetos op. 6) y hasta el fallecimiento del infante, incluían la inscripción “A H.R.H Don Luis, Infante de España”.
Yves Gérard estima que Boccherini había escrito alrededor de cien obras cuando en 1770 entró formalmente al servicio de Don Luis de Borbón. Antes de esta fecha, había sido básicamente un virtuoso y su producción temprana incluye sobre todo obras para su propio instrumento (violonchelo).
En 1776, el infante Luis Antonio de Borbón contrajo nupcias morganáticas con María Teresa de Vallabriga y fue obligado a retirarse a Arenas de San Pedro en la provincia de Ávila. El infante se estableció primero en el palacio de Velada y después en el palacio de la Mosquera, en la localidad arenense, y llevó consigo a toda su orquesta. A pesar de este aislamiento, Boccherini pudo dar a conocer su música por toda Europa gracias al contacto que tenía con las grandes casas editoriales.
El año 1785 cambia sustancialmente su vida: fallece su esposa Clementina en Arenas de San Pedro, y meses después, el 7 de agosto, su patrón Don Luis. Tras su muerte, Boccherini solicita que no se le retiren los ingresos que recibía de este, a lo que accede el rey Carlos III, nombrándolo violón de la Real Capilla, aunque sin tomar posesión de la plaza en espera de alguna vacante. 
Boccherini regresa a Madrid solo y con seis hijos: Joaquina, Luis Marcos, José Mariano, María Teresa, Mariana e Isabel. Una vez restablecido, consigue dos importantes patronazgos: a través del embajador de Prusia, Boccherini mandó algunos de sus trabajos al rey de Prusia, los cuales le dedicó; y en un periodo corto de tiempo, el compositor recibió una carta del rey. En un decreto de la corte datado del 21 de enero de 1786, es nombrado compositor de la Corte de Federico Guillermo II de Prusia, quien era un violonchelista aficionado y fue su mecenas entre 1786 y 1797; se cree que poco tiempo después dejó España para vivir en Potsdam y Breslau, y tuvo una relación íntima con los miembros de la corte.
En 1786 entra al servicio de María Josefa Pimentel, duquesa de Osuna y Condesa de Benavente (1752–1834) como director de su orquesta y compositor, y a partir de 1787 establece su residencia en la capital.
Hacia 1796 inició su correspondencia con el editor parisino Ignaz Pleyel (1757-1831) y también trabajó para el Marqués de Benavente, guitarrista aficionado.
En 1797, Boccherini se casó en segundas nupcias con María del Pilar Joaquina Porretti, hija del violonchelista y antiguo amigo suyo Domingo Porretti.
En los primeros meses de 1801 trabajó para el embajador francés de España, Lucien Bonaparte (1775-1840), para amenizar las veladas en su residencia oficial, el palacio de San Bernandino. Escribió varias obras que dedicó a Bonaparte, como los seis quintetos para piano en 1799, el 'stabat mater' en 1800 y 12 quintetos para dos violines, dos violas y violonchelo en 1802.
A pesar de permanecer en Madrid la mayor parte de su vida, la mayoría de la obra de Boccherini, incluyendo manuscritos autógrafos y copias, se conserva en Berlín y París. Parte de la explicación se debe a que sus obras estaban destinadas a ser publicadas fuera de España, por lo que sus manuscritos se remitieron a editores ingleses, franceses o alemanes.
Solo se conocen dos impresos con música de Boccherini que fueron producidos por imprentas madrileñas, que fueron sus seis dúos para dos violines (G.56-61) y seis tríos de cuerda dedicados al Príncipe de Asturias (G.89-94).

### Decadencia y muerte
El abandono repentino del mecenazgo de María Josefa Pimentel y la muerte de Federico Guillermo II de Prusia en 1797 provocaron que Boccherini fuera decayendo en los últimos años de su vida. Angustiado por las desgracias de la pérdida de sus hijos y de su segunda mujer, y a pesar de la ayuda del embajador francés Luciano Bonaparte, falleció el 28 de mayo de 1805, a los 62 años de edad. Aunque siempre ha existido la creencia popular de que murió en la miseria, un reciente estudio de su testamento demuestra que no fue así. Realizado por uno de sus descendientes directos, el documento atestigua que, si bien no era rico, contaba con recursos suficientes como para llevar una vida desahogada.
Boccherini fue enterrado en la iglesia de los Santos Justo y Pastor de la calle del Sacramento de Madrid, hoy basílica pontificia de San Miguel. En 1927 Mussolini llevó los restos del compositor a Lucca para ser enterrado en la iglesia de San Francisco, en el panteón de los hijos ilustres de esa ciudad toscana. Sus descendientes siguen viviendo en España.

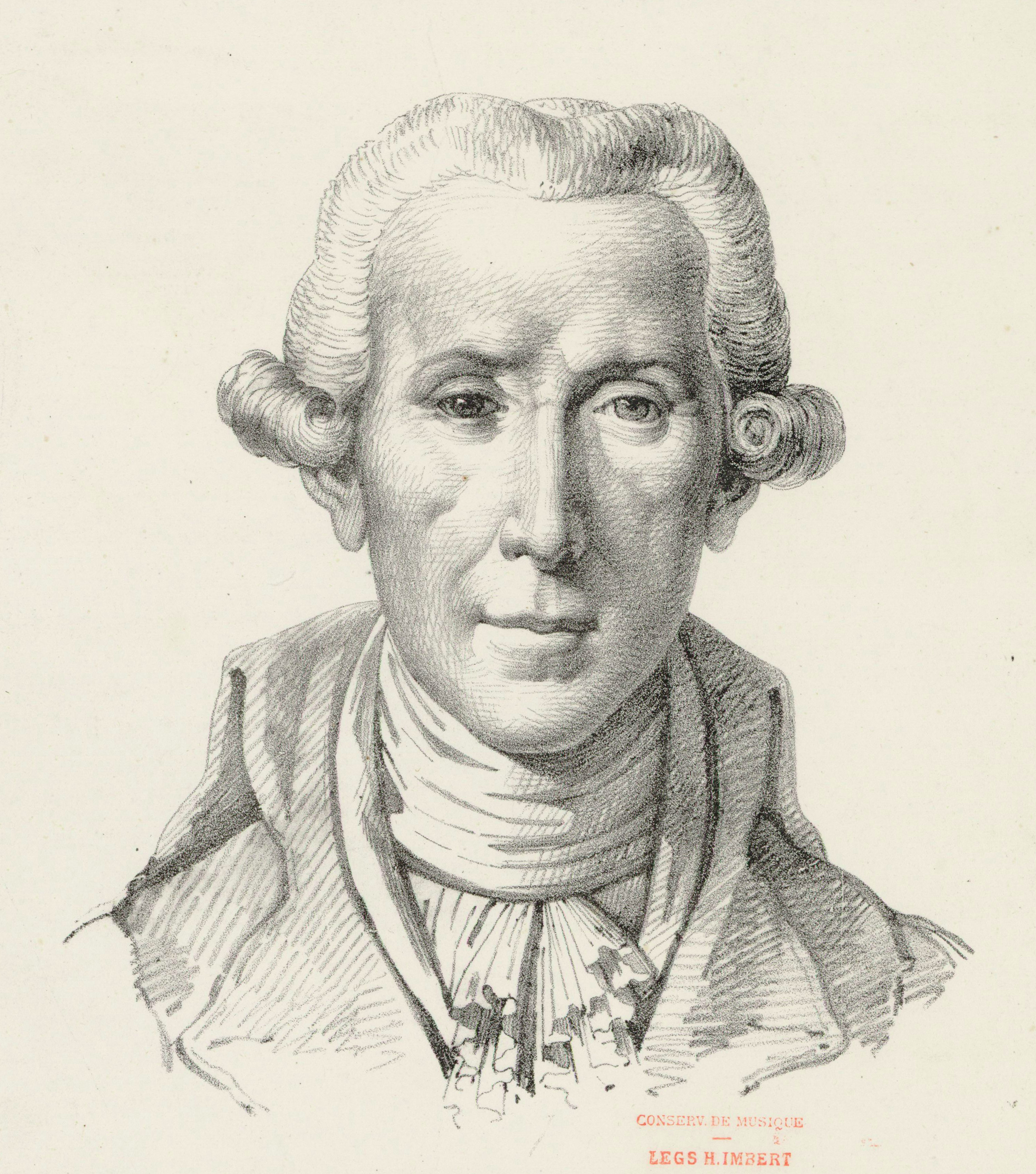
Boceto de Luigi Boccherini, por Etienne Mazas.

## Obra
Aunque su obra ha sido clasificada dentro del estilo galante, según el violinista Carlos Gallifa «su música no tiene nada de frívola, está compuesta de un tono menor, lo que le da gran profundidad». Es un compositor otoñal, nostálgico, influenciado por esos jardines de naturaleza domesticada como fueron Aranjuez o La Granja, de lujo palaciego al estilo francés, donde el racionalismo ilustrado trataba de superar lo que entonces se consideraba caos natural.
A pesar de haber sido un virtuoso, Boccherini no dejó información sobre su técnica en un método para violonchelo. Tampoco generó su propia escuela violonchelística. Algunas de sus composiciones para violonchelo han generado la sospecha de que Boccherini podría haber usado un instrumento de 5 cuerdas, tales como la sonata L'Imperatrice.
Algunos aspectos de la vida y obra boccherianas resultan un tanto conflictivas, sobre todo en la datación cronológica de sus obras. El importante catálogo del musicólogo francés Yves Gérard constituye una de las mejores referencias hasta la fecha. El total propuesto por Gérard incluye 26 sonatas para violoncelo y bajo, y de 8 a 9 conciertos para violoncelo y orquesta. Christian Speck descubrió otras sonatas que parecen ser de los años más tempranos del compositor, conservadas en los archivos del monasterio de Seitensetten, Austria. Sin embargo, se dice que a pesar de que el compositor mantuvo un catálogo de todas sus obras a lo largo de su vida como compositor, nunca incluyó las dedicadas al violoncelo y que eran de carácter virtuoso.
Alfredo Boccherini, descendiente de Luigi, publicó en 1879 algunos apuntes biográficos del compositor y un importante catálogo de sus obras, solo superado por el publicado por Yves Gérard en 1965. De no haber sido por esto, la obra de Boccherini estaría hoy en día prácticamente desaparecida. Gracias a esto, en la actualidad se sabe que Luigi Boccherini dio un impulso importante a la música de cámara, dejando, entre otras:
- 124 quintetos de cuerda
- 90 cuartetos de cuerda
- 48 tríos
- Más de 21 sonatas para violoncelo y bajo continuo
- 28 sinfonías
- 11 conciertos para chelo y orquesta, de los cuales merece especial atención el op. 34 en si bemol mayor, sin duda el más conocido e interpretado
- La zarzuela Clementina.[7]
- Su famosa Música nocturna de las calles de Madrid (Quinteto para cuerda en do mayor, Op. 30) es también recordada en España como sintonía de la serie de Televisión Española Goya. En 1955 los gánsters que se hospedan en la pensión de una viejecilla en El quinteto de la muerte (The Kadykillers) de Alexander Mackendrick, con Alec Guinness y Peter Sellers, simulan interpretar el minué en La mayor Opus N.º 5 de Bocherini mientras planean robar el Banco de Londres. También sonaba en una película de suspense protagonizada en 1980 por Al Pacino: Cruising (A la caza). Fue parte de la banda sonora de la película Master and Commander: The Far Side of the World (2003), protagonizada por Russell Crowe, de la comedia Conocerás al hombre de tus sueños, de Woody Allen (2010) e incluso de la ceremonia inaugural de los Juegos Olímpicos de Barcelona en 1992, así como en el Mundial de Vela Santander en 2014.
- Los villancicos al Nacimiento de Nuestro Señor Jesucristo: Según el catálogo de Gérard, fueron compuestos en 1783. La obra se conserva en particellas en la Biblioteca Nacional de Madrid. La pieza incluye las partes de Triple, Alto, Tenor, Basso, Violin 1 y 2, Viola, Violoncello y Acompañamiento. A pesar de que incluye partes para instrumentos de viento, lamentablemente estas partes se han perdido. En la obra como tal no se incluye específicamente al contrabajo; sin embargo, la parte del acompañamiento podría fácilmente ser ejecutado por uno.[4]
- Stabat Mater: es una obra vocal. Se piensa que Boccherini compuso este quinteto pensando en la disponibilidad de instrumentos de la orquesta al servicio del infante, con el añadido de una voz de soprano, quizá pensando en su propia esposa Clementina Pellicia. Se conservan dos versiones de la obra, que fue solicitada directamente por Don Luis en 1781, tal y como lo refleja la anotación autógrafa en la portada de la “segunda versión” en 1800. “...Stabat Mater a tre voci. Con il Semplice Accompagnamento di Due Soli Violini, Viola, Violoncello e Contrabasso. Composto da Luigi Boccherini. Nota. Per advise di S.A.R. il Sign. Infante D. Luigi l’autore scrisse quest’ opera in Arenas l’anno 1781, ma per efvitare la monotonia di una sola voce per la quale fu scrito, e la troppa fatica a quest’ unica parte Cantante, la ha ordinata per 3 voci senza cambiar l’Opera in niente...”[4] La “primera versión” se conserva en Washington, con una hoja al principio del manuscrito, en la que se lee: “...Stabat Mater de L. Boccherini, pour une voix seule (Soprano) avec accompagnement de 2 Violons, Viola, Violoncelle et Basse...” [4]
- Seis Divertimenti, op. 16 datados en 1773:

Es la primera obra de Boccherini compuesta en España, que incluye el contrabajo. Numerados en el texto de Gérard como G 461-6. Corresponde al periodo en el que estuvo al servicio del infante Don Luis. La edición de estas obras estuvo a cargo del musicólogo italiano Aldo Pais. Se trata de seis obras para due Violini, Flauto obbligato, Viola, due Violoncelli e Basso de Ripieno. Nombrada en el mismo manuscrito como su Opera Prima.

### La colección de la Biblioteca del Museo
Se custodian 14 obras manuscritas de L. Boccherini:
- La serie incompleta de cuartetos G.183-188 (no se cuenta con el quinto, G.187).
- Las sinfonías G.509-514.
- Trío para dos violines y bajo G.77 fechado en 1760 por el propio Boccherini. El manuscrito podría ser anterior a su llegada a España. En fuentes del siglo XVIII esta obra es considerada la primera de una serie de tríos numerados como opus 1.[3]
- Transcripción de la sonata para pianoforte y violín op. 5 no. 2, G.26.

De las obras anteriores se conserva únicamente las particellas , a excepción de la sinfonía G.510. 

### La colección de Eusebio Ruiz
Eusebio Ruiz, nacido en 1828, fue un profesor de música, Doctor en Jurisprudencia y fue bibliotecario de la Escuela Nacional de Música durante los años de 1872-1878, encargado del arreglo y clasificación. Además de esto, fue coleccionista de música del siglo XVIII para instrumentos de arco, formando una biblioteca privada que posteriormente donó a la institución.
Pertenecieron a esta colección la serie de cuartetos manuscritos (G.183-188) y probablemente las sinfonías (G.509-514); los cuartetos fueron compuestos por Boccherini en 1775, estando al servicio del Infante Don Luis de Borbón.

## Contribuciones musicales
Su contribución a la historia de la música es muy importante, ya que fue el mentor del quinteto de cuerdas, en su caso con doble violonchelo (se supone que él ejecutaba el primero de ellos, agregándose a la formación de cuarteto tradicional). Esta forma fue utilizada posteriormente y contemporáneamente por Mozart.
El lenguaje de Boccherini se caracterizó por la refinada técnica de cuerdas, principalmente en el violonchelo, pidiendo posiciones extremas (muy agudas para el instrumento), armónicos y hasta golpes de caja, elementos que se reivindicaron posteriormente en el siglo XX, aunque en un contexto musical totalmente diferente. El manejo de la textura fue su gran aporte, mediante el contrapunto temático utilizado de una manera sublime. Estas texturas llegaron a funcionar, en sus Quintetos de Cuerdas y Guitarra, como moldes donde se insertaba la melodía y la armonía, dando la impresión, a la vista de la partitura, de «dibujos» que cambiaban cada un número relativo de compases. Además, tuvo incursiones tempranas en la música programática, como se puede apreciar en la Musica notturna delle strade di Madrid, o bien en el Quinteto Op. 11, La Uccelliera, donde se representa el canto de las aves.